# إرنست رودلف فون تراوتفيتر
إرنست رودلف فون تراوتفيتر (1809-1889) (بالإنجليزية: Ernst Rudolf von Trautvetter)‏ هو عالم نبات ألماني.